# Erigonops
Erigonops é um gênero de aranhas da família Linyphiidae descrito em 1990.